# Viveka Seldahl
Viveka Kristina Seldahl (født 15. marts 1944, død 3. november 2001) var en svensk skuespillerinde. Udover at medvirke i tv-serier og film arbejdede hun på Stockholms stadsteater.
I 1990 vandt hun en Guldbagge for bedste skuespillerinde i filmen S/Y Glädjen (1989).

## Privatliv
Fra 1971 og frem til sin død var Seldahl i et forhold med skuespilleren Sven Wollter. De fik en søn sammen.
Seldahl døde af livmoderhalskræft den 3. november 2001, 57 år gammel. Hun ligger begravet på Skogskyrkogården i Stockholm.

## Udvalgt filmografi
- Verandan (tv-film, 1965)
- Raskens (tv-serie, 1976)
- Taxibilder (tv-serie, 1984)
- Polisen som vägrade ge upp (tv-serie, 1984)
- S/Y Glädjen (1989)
- Englegård (1992)
- Englegård - næste sommer (1994)
- Alfred (1995)
- Harry & Sonja (1996)
- Jerusalem (1996)
- Det store gennembrud (1999)
- Insider (tv-serie, 1999)
- Mamy Blue (1999)
- En sang for Martin (2001)
- Jeg er Dina (2002)